# Lac de Davos
Le lac de Davos (Davosersee, ou Davoser See) est un lac naturel, situé en Suisse dans les Grisons au nord-est de la vallée du Landwasser qu'il ferme. 
Il est alimenté par plusieurs torrents dont le Flüelabach et le Totalpbach. Il ne se déverse plus par la rivière Landwasser, car il sert maintenant de réservoir. La ville de Davos commence à son extrémité sud. Au nord du lac, le col de Wolfgang (1 631 m d'altitude) donne le passage vers la vallée du Prättigau à Klosters (1 206 m). Le lac se trouve à 1 559 mètres d'altitude et s'étend sur 59 hectares. Sa profondeur maximale est de 54 mètres. C'est un lieu prisé des amateurs de sports nautiques en été. L'eau ne dépasse pas les 20° pendant les jours les plus chauds de l'année. Il est gelé en hiver.